# Visconde de Champalimaud-Duff
Visconde de Champalimaud-Duff é um título nobiliárquico criado por D. Carlos I de Portugal, por Carta de 23 de Junho de 1894, em favor de Roberto Alfredo Champalimaud Ffrench-Duff.
Titulares
1. Roberto Alfredo Champalimaud Ffrench-Duff, 1.º Visconde de Champalimaud-Duff.